# 12.1槍殺大案
《12.1槍殺大案》是劉惠寧执导的电视剧，1999年出品，共20集，该作品主要讲述在1997年的时候，警察们通过努力，破获了一位警察因为一场事故而导致隨身攜帶的六四手槍不翼而飛而後引發一系列槍殺血案的案件。

## 剧情简介
1997年，一位警察因为事故导致枪丢失，而在这之后，还应烦了很多的枪杀血案，不仅如此，由于西安是美國總統克林頓訪華第一站，所以上边限期要求警方破案，而后，警察通过多方面努力，最终破获了案件。

## 演员表
- 王雙寶 飾 董雷
- 李海浪 飾 石頭（石新明）
- 馬繼 飾 黃新
- 胡偉 飾 汪強
- 魏天堂 飾 劉大頭
- 胡明 飾 趙雷
- 王大治 飾 馬小保（馬保利）
- 劉蒙光 飾 辮子
- 孟昭 飾 馬小銀
- 孫軍 飾 馬烏沙[5]

## 相關連結
- 豆瓣电影上《12.1槍殺大案》的資料 （简体中文）
- 影片人物原型 （页面存档备份，存于）